# 후지타 도시야
후지타 도시야(일본어: 藤田 俊哉, 1971년 10월 4일 ~ )는 일본의 은퇴한 축구 선수이자 현 지도자로 과거 포지션은 미드필더였으며 현재 잉글랜드 프리미어리그 리즈 유나이티드의 아시아 부문 축구 개발 책임자로 재직 중이다.

## 구단 경력
1994년 J1리그의 주빌로 이와타에 입단했다. 1997년, 1999년, 2002년 3번의 J1리그 우승을 차지했다. 2003년 FC 위트레흐트로 임대 이적했다. 2004년 주빌로 이와타로 복귀했다. 2005년까지 주빌로 이와타에서 336경기에 출전하여, 94득점을 넣었다. 2005년 나고야 그램퍼스로 이적했다. 2009년부터 2011년까지 J2리그의 로아소 구마모토와 제프 유나이티드 지바에서 뛰었다. 2011년후 현역 은퇴.

## 국가대표팀 경력
그는 1995년 2월 15일 오스트레일리아과의 경기에서 일본 국가대표팀에 데뷔했다. 2001년 FIFA 컨페더레이션스컵 준우승, 2004년 AFC 아시안컵 우승에 기여했다. 그는 2005년까지 국제 A매치 통산 24경기에 출전, 3득점을 넣었다.

## 통계
| 일본 | 일본 | 일본 |
| 연도 | 출전 | 득점 |
| ---- | ---- | ---- |
| 1995 | 6    | 2    |
| 1996 | 0    | 0    |
| 1997 | 0    | 0    |
| 1998 | 0    | 0    |
| 1999 | 4    | 0    |
| 2000 | 0    | 0    |
| 2001 | 0    | 0    |
| 2002 | 0    | 0    |
| 2003 | 3    | 0    |
| 2004 | 10   | 1    |
| 2005 | 1    | 0    |
| 통산 | 24   | 3    |

## 수상

### 클럽
주빌로 이와타
- J1리그 : 우승 (1997, 1999, 2002), 준우승 (1998, 2001, 2003)
- J리그컵 : 우승 (1998), 준우승 (1994, 1997, 2001), 4강 (2003)
- 일왕배 : 우승 (2003), 준우승 (2004), 4강 (1997)
- AFC 챔피언스리그 엘리트 : 우승 (1998-99), 준우승 (1999-2000, 2000-01)
- 일본 슈퍼컵 : 우승 (2000, 2003, 2004)
- 아시안 슈퍼컵 : 우승 (1999)

나고야 그램퍼스
- J1리그 : 3위 (2008)
- J리그컵 : 4강 (2008)

### 국가대표팀
일본
- FIFA 컨페더레이션스컵 : 준우승 (2001)
- AFC 아시안컵 : 우승 (2004)

### 개인
- J1리그 최우수선수 : 2001
- J1리그 베스트 11 : 1998, 2001, 2002
- 일본 올해의 선수 : 2002